# Plum Grove
Plum Grove ist eine Stadt im Liberty County im US-Bundesstaat Texas in den Vereinigten Staaten. Das U.S. Census Bureau hat bei der Volkszählung 2020 eine Einwohnerzahl von 1.245 ermittelt.

## Geografie
Die Stadt liegt im Südosten von Texas, an der Kreuzung der Farm Road 2090 mit der 1010, rund 65 Kilometer südöstlich von Houston im Nordwesten des Countys und hat eine Gesamtfläche von 18,9 km².

## Demografische Daten
Nach der Volkszählung im Jahr 2000 lebten hier 930 Menschen in 284 Haushalten und 230 Familien. Die Bevölkerungsdichte betrug 49,1 Einwohner pro km². Ethnisch betrachtet setzte sich die Bevölkerung zusammen aus 91,29 % weißer Bevölkerung, 0,75 % Afroamerikanern, 0,32 % amerikanischen Ureinwohnern, 0,22 % Asiaten, 0,00 % Bewohnern aus dem pazifischen Inselraum und 5,38 % aus anderen ethnischen Gruppen. Etwa 2,04 % waren gemischter Abstammung und 8,60 % der Bevölkerung waren spanischer oder lateinamerikanischer Abstammung.
Von den 284 Haushalten hatten 50,4 % Kinder unter 18 Jahre, die im Haushalt lebten. 69,0 % davon waren verheiratete, zusammenlebende Paare. 6,0 % waren allein erziehende Mütter und 18,7 % waren keine Familien. 15,8 % aller Haushalte waren Singlehaushalte und in 4,2 % lebten Menschen, die 65 Jahre oder älter waren. Die Durchschnittshaushaltsgröße betrug 3,27 und die durchschnittliche Größe einer Familie belief sich auf 3,65 Personen.
36,1 % der Bevölkerung waren unter 18 Jahre alt, 9,7 % von 18 bis 24, 33,2 % von 25 bis 44, 16,8 % von 45 bis 64, und 4,2 % die 65 Jahre oder älter waren. Das Durchschnittsalter war 28 Jahre. Auf 100 weibliche Personen aller Altersgruppen kamen 111,8 männliche Personen. Auf 100 Frauen im Alter von 18 Jahren und darüber kamen 104,8 Männer.
Das jährliche Durchschnittseinkommen eines Haushalts betrug 42.232 USD, das Durchschnittseinkommen einer Familie 44.792 USD. Männer hatten ein Durchschnittseinkommen von 38.182 USD gegenüber den Frauen mit 21.250 USD. Das Prokopfeinkommen betrug 12.917 USD. 12,7 % der Bevölkerung und 10,8 % der Familien lebten unterhalb der Armutsgrenze. Davon waren 14,4 % Kinder und Jugendliche unter 18 Jahren und 5,9 % waren 65 oder älter.